# 지두우
지두우(地豆于)는 5세기경 다싱안링산맥에서 내몽골 지방에 위치했던 유목국가이다. 지두우는 현 몽골인의 조상으로 알려져 있다. 중국 학자들은 중국어로 지두우는 디더우위(dìdòuyú)라고 부르는데, 위(于)는 간(干)을 잘못 쓴 것으로 주장한다. 중국 학계에서는 디더우는 달달족(타타르)을 한자음을 차용하여 부르는 이름이고 디더우간이 존재했던 위치가 몽올실위(蒙兀室韋)가 존재했던 현재 몽골 초원의 동쪽과 같은 것을 보고 디더우간은 몽올실위가 예전에 쓰던 이름이라고 주장한다.
그러나 다른 연구에 의하면, 지두우의 于가 vu나 vü로 발음되었을 가능성을 고려할 때 타타브(Tatavï)라는 부족의 음차일 가능성이 제기된다. 타타브는 돌궐(突厥)의 퀼리-초르(Küli-Čor) 비문, 퀼-테긴(Kül-Tegin) 비문, 빌개 카간(Bilgä Qaγan) 비문에 등장한다. 최근 중국에서도 타타브 설을 따르는 것으로 보인다.